# 国際連合安全保障理事会決議620
国際連合安全保障理事会決議620（こくさいれんごうあんぜんほしょうりじかいけつぎ620、英: United Nations Security Council Resolution 620）は、1988年8月26日に国際連合安全保障理事会で採択された決議である。イラン・イラク戦争に関係する。
安保理は、イランとイラクとの間で化学攻撃が行われた証拠が発見された決議612を想起し、再びジュネーヴ議定書に違反する化学攻撃を非難した。
また、国際連合のハビエル・ペレス・デ・クエヤル事務総長に対して、加盟国による1925年のジュネーヴ議定書に違反する化学兵器と生物兵器の使用が行われた疑惑について調査するように働きかけた。
さらに、加盟国に対して、特に国際的な義務に違反して化学攻撃が行われた疑惑があれば、化学物質の厳格な管理を強化、確立、適用し続けるように要請し、将来に誰でもどこでも国際法に違反する化学攻撃が起こった場合に備えて、国際連合憲章に基づいて適切かつ効果的な手段を講じるために、事務総長による調査を考慮することを決定した。